# White Airways
White Airways es una compañía chárter con sede en Lisboa, Portugal. Que fleta servicios chárter para distintos operadores aéreos.

## Historia
La empresa fue anteriormente propiedad de un 75% por Star Alliance transportista TAP Portugal y el 25% por el portugués turístico Abreu Group. 
Al final de 2006 TAP Portugal llegado a un acuerdo para vender su participación en White Airways a multi-sector Omni - Aviación e Tecnología empresa, desde entonces propietario del 100% de la empresa . 
Actualmente su flota de aviones de corto radio operan en exclusiva para TAP Portugal. Sus aviones de medio y largo radio están arrendados a otras aerolíneas o bien operan bajo demanda. 
Su lema es “WHITE, coloured by you”.

## Flota

### Flota Actual
En abril de 2024, la flota de White se compone de las siguientes aeronaves con una media de edad de 15,8 años: